# Ужаток
Ужаток — река в России, протекает по Калужской области. Правый приток Рессы.

## География
Река Ужаток берёт начало севернее станции Шлипово. Течёт на север и впадает в Рессу близ деревни Ужать. Устье реки находится в 92 км от устья Рессы. Длина реки составляет 28 км, площадь водосборного бассейна — 196 км².

## Данные водного реестра
По данным государственного водного реестра России относится к Окскому бассейновому округу, водохозяйственный участок реки — Угра от истока и до устья, речной подбассейн реки — Бассейны притоков Оки до впадения Мокши. Речной бассейн реки — Ока.
Код объекта в государственном водном реестре — 09010100412110000021184.